# Farrukhzad Khosro V
Farrukhzad Khosro V est un souverain perse de la dynastie des Sassanides, qui règne en mars et avril 631.

## Biographie
Fils de Khosro II, il se réfugie chez les « Romains » dans la forteresse de Nisibis après avoir échappé au massacre des princes royaux ordonné par Kavadh II grâce à l'intervention du « chef de la table royale » Zadoy. Il est imposé sur le trône après le bref règne de sa sœur Azarmedûkht.
Selon Mirkhond, historien perse du XIVe siècle, sa proclamation comme roi aurait fait naître une grande espérance de justice et de bonté. Il meurt empoisonné par un esclave après un règne d'un mois. D'après une autre tradition reprise par Tabari, le jour de son couronnement, il aurait refusé la couronne qu'on lui présentait car elle était trop petite pour sa tête. Les nobles présents considèrent cela comme un mauvais présage et le chassent.